# J1리그 참가결정전
J1리그 참가결정전은 1999년부터 출범하는 J1리그 참가를 위해 1997년~1998년 사이의 J리그 하위 4팀(콘사도레 삿포로, 제프 유나이티드 이치하라, 비셀 고베, 아비스파 후쿠오카)과 J리그 준회원인 가와사키 프론탈레가 J1리그 참가티켓 3장을 놓고 겨룬 대회를 말한다.

## 개최동기
1997년 초 당시 J리그는 정회원 17팀 및 JFL 내에서 J리그 참여를 희망하는 준회원 3팀, 준회원에는 가맹하지 않았지만 1999년부터 출범하는 J2리그 가입의사를 밝힌 7팀으로 구성되어 있었다.
하지만 준회원인 혼다 FC가 1997년 9월에 J리그 참여 포기의사를 밝혔고, 1998년에는 준회원인 콘사도레 삿포로가 J리그로 승격했으나 그 해 10월에 요코하마 플뤼겔스가 요코하마 마리노스와의 합병을 발표하면서 1998년 말에는 J1리그 17팀, J2리그 참가예정팀 9팀으로 팀수가 줄어들게 되었다.
J리그 사무국은 J1리그와 J2리그의 팀수를 짝수로 맞추기 위해 1997년과 1998년의 순위를 포인트로 환산한 결과 하위권을 마크하는 J리그 5팀과 JFL 3위 이상을 차지한 준회원 2팀이 J1리그 참가티켓 3장을 놓고 겨루는 J1리그 참가결정전을 벌이기로 한다. 하지만 J리그 준회원 중 하나인 베갈타 센다이가 7위로 시즌을 마감하는 바람에 순위포인트 환산 결과 14위를 마크한 교토 퍼플상가가 팀 수를 맞추고자 제외된 가운데에서 대회는 시작된다.

## 순위포인트 환산방식
- 1997년은 통합승점 1위에게 17점을 부여하고 하위팀에게 1점씩을 감한다.
- 1998년은 통합승점 1위에게 36점을 부여하고 하위팀에게 2점씩을 감한다.
- 콘사도레 삿포로는 1997년에 JFL 소속인 관계로 1998년 승점만을 반영한다.
- 아래 순위표에서 바탕이 회색인 팀이 J1리그 참가결정전 출전대상임.

순위표
| 순위 | 팀명                     | 1997년 포인트        | 1998년 포인트 | 합계 포인트 |
| ---- | ------------------------ | -------------------- | ------------- | ----------- |
| 1    | 주빌로 이와타            | 17(1위)              | 36(1위)       | 53          |
| 2    | 가시마 앤틀러스          | 16(2위)              | 34(2위)       | 50          |
| 3    | 시미즈 에스펄스          | 13(5위)              | 32(3위)       | 45          |
| 4    | 요코하마 마리노스        | 15(3위)              | 30(4위)       | 45          |
| 5    | 나고야 그램퍼스 에이트   | 9(9위)               | 28(5위)       | 37          |
| 6    | 요코하마 플뤼겔스        | 12(6위)              | 24(7위)       | 36          |
| 7    | 우라와 레드 다이아몬즈   | 8(10위)              | 26(6위)       | 34          |
| 8    | 가시와 레이솔            | 11(7위)              | 22(8위)       | 33          |
| 9    | 세레소 오사카            | 7(11위)              | 20(9위)       | 27          |
| 10   | 벨마레 히라츠카          | 10(8위)              | 16(11위)      | 26          |
| 11   | 산프레체 히로시마        | 6(12위)              | 18(10위)      | 24          |
| 12   | 감바 오사카              | 14(4위)              | 8(15위)       | 22          |
| 13   | 베르디 가와사키          | 4(14위)              | 14(12위)      | 18          |
| 14   | 교토 퍼플상가            | 3(15위)              | 12(13위)      | 15          |
| 15   | 제프 유나이티드 이치하라 | 5(13위)              | 6(16위)       | 11          |
| 16   | 콘사도레 삿포로          | 0(JFL 참가로 미반영) | 10(14위)      | 10          |
| 17   | 비셀 고베                | 2(16위)              | 4(17위)       | 6           |
| 18   | 아비스파 후쿠오카        | 1(최하위)            | 2(최하위)     | 3           |

## 대진방식
1라운드: 순위포인트 18위 VS JFL 2위
→J리그 18위인 후쿠오카의 홈구장에서 단판승부로 펼쳐지며, 연장전까지 무승부일 경우에는 후쿠오카의 승리로 처리한다. 1라운드의 승자는 2라운드에서 순위포인트 15위인 제프 유나이티드 이치하라와 격돌한다.
2라운드 1경기: 순위포인트 15위 VS 1라운드 승자
→홈 앤드 어웨이 방식으로 치러지며, 2차전까지 골득실과 전적이 동률일 경우에는 원정 다득점 원칙을 적용하지 않고 바로 연장전 및 승부차기에 들어간다.
2라운드 2경기: 순위포인트 16위 VS 순위포인트 17위
→2라운드 1경기와 동일한 방식으로 치러진다.
3라운드: 2라운드 패자 부활전
→2라운드 1경기와 동일한 방식으로 치러진다.

## 1라운드
아비스파 후쿠오카(1998년 종합순위 18위) VS 가와사키 프론탈레(JFL 준우승)
- 경기결과: 아비스파 후쿠오카3:2가와사키 프론탈레

- 아비스파 후쿠오카 2라운드 진출, 가와사키 프론탈레 J1리그 승격 실패!

## 2라운드

### 1경기
제프 유나이티드 이치하라(순위포인트 15위) VS 아비스파 후쿠오카(1라운드 승자)
- 골득실 합산: 제프 유나이티드 이치하라 4:1 아비스파 후쿠오카

- 경기결과 ↘

| 차전  | 승리팀                   | 스코어 | 패전팀            | 경기  | 경기장              |  |
| 1차전 | 제프 유나이티드 이치하라 | 2:0    | 아비스파 후쿠오카 | 1차전 | 이치하라 린카이     |  |
| 2차전 | 제프 유나이티드 이치하라 | 2:1    | 아비스파 후쿠오카 | 2차전 | 후쿠오카 하카타모리 |  |
| ----- | ------------------------ | ------ | ----------------- | ----- | ------------------- |  |

- 제프 유나이티드 이치하라 J1리그 잔류 성공, 아비스파 후쿠오카, 콘사도레 삿포로와 마지막 승부!

### 2경기
콘사도레 삿포로(순위포인트 16위) VS 비셀 고베(순위포인트 17위)
- 골득실 합산: 비셀 고베4:1콘사도레 삿포로

- 경기결과 ↘

| 차전  | 승리팀    | 스코어 | 패전팀          | 경기장        |  |
| 1차전 | 비셀 고베 | 2:1    | 콘사도레 삿포로 | 고베 U        |  |
| 2차전 | 비셀 고베 | 2:0    | 콘사도레 삿포로 | 삿포로 무로란 |  |
| ----- | --------- | ------ | --------------- | ------------- |  |

- 비셀 고베 J1리그 잔류 성공! 콘사도레 삿포로, 아비스파 후쿠오카와 마지막 승부!!

## 3라운드
아비스파 후쿠오카(2라운드 1경기 패자) VS 콘사도레 삿포로(2라운드 2경기 패자)
- 골득실 합산: 아비스파 후쿠오카 4:0 콘사도레 삿포로

- 경기결과 ↘

| 차전  | 승전팀            | 스코어 | 패전팀          | 경기장              |  |
| 1차전 | 아비스파 후쿠오카 | 3:0    | 콘사도레 삿포로 | 후쿠오카 하카타모리 |  |
| 2차전 | 아비스파 후쿠오카 | 1:0    | 콘사도레 삿포로 | 삿포로 무로란       |  |
| ----- | ----------------- | ------ | --------------- | ------------------- |  |

## 룰에 대한 불만

### 가와사키 프론탈레 측
- 단판승부가 중립경기장인 도쿄 국립경기장이 아닌 후쿠오카의 홈경기장인 하카타모리 스타디움에서 펼쳐졌다.
- 연장전까지 무승부일 경우에는 승부차기 돌입이 아닌 후쿠오카의 승리로 처리한다.

### 콘사도레 삿포로 측
- 자신들이 1997년을 JFL에서 보냈음에도 불구하고 이에 대한 배려가 전혀없이 2년 간의 순위포인트를 고스란히 적용했다(1998년의 순위만 순수하게 적용하면 종합순위 14위인 삿포로는 J1리그 참가결정전 출전대상이 아니었다)